# Chayanta
Chayanta est une commune (en esp. municipio) bolivienne sise dans la province de Rafael Bustillo, elle-même située dans le département de Potosí.

## Localisation et environnement
La commune de Chayanta est l'une des trois communes qui composent la province de Rafael Bustillo (la commune ne fait donc pas partie de la province de Chayanta, qui est voisine de Rafael Bustillo, mais en est distincte). Elle est limitrophe de la commune d'Uncía (dont la localité-centre homonyme est le chef-lieu de la province) au sud-ouest, et à celle de Llallagua au nord-ouest. 
La localité-centre de la commune est la petite ville de Chayanta, laquelle compte 2 072 habitants (selon le recensement de 2001) et se situe dans la partie sud-ouest de l'entité municipale.

## Géographie

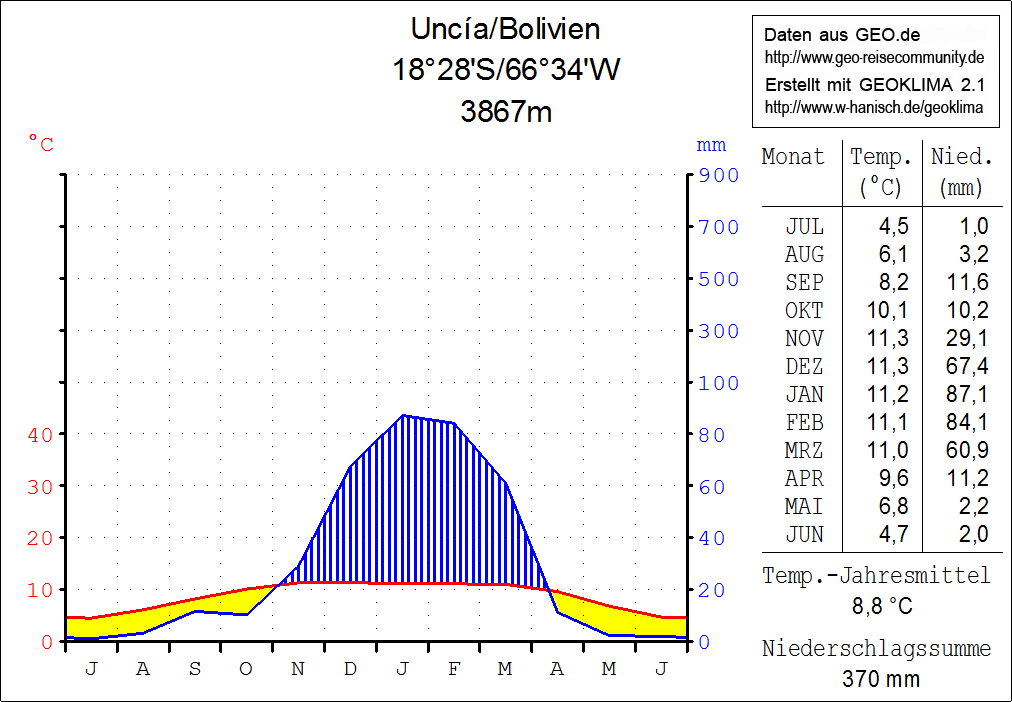
Diagramme climatique pour la ville d'Uncía.

La commune de Chayanta s'étend à l'est de l'altiplano bolivien dans les hautes vallées de la cordillère Azanaques, le segment nord de la cordillère Centrale. La végétation y est celle de la Puna, et son climat se caractérise par des variations de température diurnes d'ampleur plus grande que les variations saisonnières.
La température moyenne annuelle de la région se situe aux alentours de 9 °C, tandis que les moyennes mensuelles oscillent entre à peine 5 °C en juin et juillet, et 11 °C de novembre à mars (voir le diagramme pour Uncía). Les précipitations annuelles, qui atteignent 370 mm, ont lieu surtout durant les mois d'été, la saison aride, avec des valeurs mensuelles ne dépassant pas 10 mm, s'échelonnant d'avril à octobre.

## Population
La population de la commune s'est accrue d'environ vingt pour cent au cours des deux décennies 1990 et 2000 :
- 1992: 12.922 habitants (Recensement de la population)[2]
- 2001: 14.165 habitants (Recensement de la population)[3]
- 2005: 15.267 habitants (mise à jour)[4]
- 2010: 15.494 habitants (mise à jour)[5]

Au dernier recensement de 2001, la densité de population de la commune s'élevait, à 23,4 habitants/km². L'espérance de vie à la naissance ne dépasse pas 51 ans, et le taux d'alphabétisation des plus de 19 ans atteint seulement 59 pour cent, s'établissant à 81 % chez les hommes et 39 % chez les femmes. Le taux d'urbanisation enfin est de 15 %.

## Politique
Les résultats des élections communales (concejales del municipio) lors des élections régionales du 4 avril 2010 se présentaient comme suit :
| Électeurs |  | Voix  | Valables |  | Movimiento al Socialismo(MAS)-IPSP | AS     | M.O.P. |
| --------- |  | ----- | -------- |  | ---------------------------------- | ------ | ------ |
| 6.419     |  | 5.406 | 3.466    |  | 1.721                              | 1.051  | 694    |
|           |  | 100 % | 64,1 %   |  | 49,7 %                             | 30,3 % | 20,0 % |

## Découpage administratif
La commune est subdivisée dans les neuf cantons (cantones) suivants :
- Cantón d'Amayapampa
- Cantón d'Aymaya
- Cantón de Chayanta
- Cantón de Chiuta Cala Cala
- Cantón de Coataca
- Cantón d'Irupata
- Cantón de Nueva Colcha
- Cantón de Panacachi
- Cantón de Río Verde